# Saint-Armou
 Saint-Armou  là một xã của tỉnh Pyrénées-Atlantiques, thuộc vùng Nouvelle-Aquitaine, tây nam nước Pháp.